# グレートマジシャン
グレートマジシャン（欧字名:Great Magician、2018年5月7日 - 2022年7月30日）は、日本の競走馬。2021年の東京優駿4着、毎日杯2着の実績がある。
馬名の意味は、「偉大な奇術師」。2021年JPNサラブレッドランキング3歳・芝8位。

## 戦績

### 2歳（2020年）
11月1日に行われた2歳新馬戦にクリストフ・ルメールを鞍上に出走。2番手でレースを進め、直線で先頭に立って外から迫る2番人気レッドロワをアタマ差凌いで優勝した。

### 3歳（2021年）
3歳初戦として、セントポーリア賞(1勝クラス)に出走。レースでは最後の直線で力強く差し切り優勝した。
次走は毎日杯(GIII)に出走、単勝オッズ1.9倍の1番人気に推された。レースでは最後の直線で外に持ち出し2番人気シャフリヤールを猛追したが、首差で振り切られ2着に敗れた。
その後、5月30日に行われた東京優駿に出走。前半スローペースのなか、後方から徐々にポジションをあげ直線へ。追い出されると一気にギアが上がって大外から各馬を抜き去ったが、ゴール前でステラヴェローチェにかわされ4着に終わった。
その後は毎日王冠(GII)への出走を予定していたが、9月10日の馬体チェック時に種子骨靭帯の炎症が判明し、出走を回避。同馬を所有するサンデーサラブレッドクラブは、復帰は2022年1回東京開催となる見込みで年内は休養することを発表した。

### 4歳（2022年）
その後も、右前脚の種子骨靭帯炎の痛みが引かず、4歳となって最初のレースは、日本ダービー以来1年2ヶ月ぶりの7月30日の新潟メイン・関越ステークスとなった。しかし、そのレースのゴール前400メートルのところで故障し競走中止。診断の結果、右第1指関節脱臼を起こし、前からの右前脚の繋靭帯のダメージも悪化させていたこともあり、その場で予後不良と診断され、安楽死の処置が取られた。

## 競走成績
以下の内容は、JBISサーチおよびnetkeiba.comに基づく。
| 競走日     | 競馬場 | 競走名           | 格   | 距離（馬場）  | 頭 数 | 枠 番 | 馬 番 | オッズ （人気） | 着順 | タイム （上がり3F） | 着差 | 騎手        | 斤量 [kg] | 1着馬（2着馬）     | 馬体重 [kg] |
| ---------- | ------ | ---------------- | ---- | ------------- | ----- | ----- | ----- | --------------- | ---- | ------------------- | ---- | ----------- | --------- | ------------------ | ----------- |
| 2020.11.01 | 東京   | 2歳新馬          |      | 芝1800m（良） | 13    | 5     | 7     | 003.10（1人）   | 01着 | R1:48.6（34.0）     | -0.0 | 0C.ルメール | 55        | （レッドロワ）     | 478         |
| 2021.01.31 | 東京   | セントポーリア賞 | 1勝  | 芝1800m（良） | 8     | 3     | 3     | 002.00（1人）   | 01着 | R1:46.5（33.3）     | -0.4 | 0C.ルメール | 56        | （バジオウ）       | 482         |
| 0000.03.27 | 阪神   | 毎日杯           | GIII | 芝1800m（良） | 9     | 7     | 7     | 001.90（1人）   | 02着 | R1:43.9（34.0）     | -0.0 | 0C.ルメール | 56        | シャフリヤール     | 474         |
| 0000.05.30 | 東京   | 東京優駿         | GI   | 芝2400m（良） | 17    | 7     | 13    | 011.10（3人）   | 04着 | R2:22.7（33.6）     | -0.2 | 0戸崎圭太   | 57        | シャフリヤール     | 478         |
| 2022.07.30 | 新潟   | 関越S            | OP   | 芝1800m（良） | 18    | 6     | 11    | 002.40（1人）   |      | 競走中止            |      | 0福永祐一   | 56        | イクスプロージョン | 490         |

## 血統表
| グレートマジシャンの血統                     | グレートマジシャンの血統                       | グレートマジシャンの血統 | （血統表の出典）     | （血統表の出典） |
| 父系                                         | サンデーサイレンス系                           | サンデーサイレンス系     | サンデーサイレンス系 | [ § 2 ]          |
| 父 ディープインパクト 鹿毛 2002 北海道早来町 | 父の父*サンデーサイレンス 青鹿毛 1986 アメリカ | Halo                     | Hail to Reason       | Hail to Reason   |
| 父 ディープインパクト 鹿毛 2002 北海道早来町 | 父の父*サンデーサイレンス 青鹿毛 1986 アメリカ | Halo                     | Cosmah               |                  |
| 父 ディープインパクト 鹿毛 2002 北海道早来町 | 父の父*サンデーサイレンス 青鹿毛 1986 アメリカ | Wishing Well             | Understanding        | Understanding    |
| 父 ディープインパクト 鹿毛 2002 北海道早来町 | 父の父*サンデーサイレンス 青鹿毛 1986 アメリカ | Wishing Well             | Mountain Flower      |                  |
| 父 ディープインパクト 鹿毛 2002 北海道早来町 | 父の母ウインドインハーヘア 鹿毛 1991 イタリア  | Alzao                    | Lyphard              | Lyphard          |
| 父 ディープインパクト 鹿毛 2002 北海道早来町 | 父の母ウインドインハーヘア 鹿毛 1991 イタリア  | Alzao                    | Lady Rebecca         |                  |
| 父 ディープインパクト 鹿毛 2002 北海道早来町 | 父の母ウインドインハーヘア 鹿毛 1991 イタリア  | Burghclere               | Busted               | Busted           |
| 父 ディープインパクト 鹿毛 2002 北海道早来町 | 父の母ウインドインハーヘア 鹿毛 1991 イタリア  | Burghclere               | Highclere            |                  |
| 母 *ナイトマジック Night Magic 2006 芦毛     | 母の父Sholokhov 鹿毛 1999 イタリア             | Sadler's Wells           | Nothern Dancer       | Nothern Dancer   |
| 母 *ナイトマジック Night Magic 2006 芦毛     | 母の父Sholokhov 鹿毛 1999 イタリア             | Sadler's Wells           | Fairy Bridge         |                  |
| 母 *ナイトマジック Night Magic 2006 芦毛     | 母の父Sholokhov 鹿毛 1999 イタリア             | La Meilleure             | Lord Gayle           | Lord Gayle       |
| 母 *ナイトマジック Night Magic 2006 芦毛     | 母の父Sholokhov 鹿毛 1999 イタリア             | La Meilleure             | Gradille             |                  |
| 母 *ナイトマジック Night Magic 2006 芦毛     | 母の母Night Wowan 芦毛 1998 イギリス           | Monsun                   | Konigsstuhl          | Konigsstuhl      |
| 母 *ナイトマジック Night Magic 2006 芦毛     | 母の母Night Wowan 芦毛 1998 イギリス           | Monsun                   | Mosella              |                  |
| 母 *ナイトマジック Night Magic 2006 芦毛     | 母の母Night Wowan 芦毛 1998 イギリス           | Noveka                   | Kalaglow             | Kalaglow         |
| 母 *ナイトマジック Night Magic 2006 芦毛     | 母の母Night Wowan 芦毛 1998 イギリス           | Noveka                   | Novelle              |                  |
| 母系(F-No.)                                  | (FN:4-r)                                       | (FN:4-r)                 | (FN:4-r)             | [ § 3 ]          |
| 5代内の近親交配                              | Northern Dancer 5×4                            | Northern Dancer 5×4      | Northern Dancer 5×4  | [ § 4 ]          |
| 出典                                         | 1. 2. 3. 4.                                    | 1. 2. 3. 4.              | 1. 2. 3. 4.          | 1. 2. 3. 4.      |

- 全兄に新潟ジャンプステークス勝利馬フォイヤーヴェルクがいる。